# Dean Bauck
Dean Bauck (* 15. Mai 1954) ist ein ehemaliger kanadischer Hochspringer.
1978 gewann er Bronze bei den Commonwealth Games  in Edmonton, und 1979 wurde er Fünfter bei den Panamerikanischen Spielen in San Juan. Der Olympiaboykott Kanadas verhinderte eine Teilnahme an den Olympischen Spielen 1980 in Moskau.
1981 siegte er bei den Pacific Conference Games mit seiner persönlichen Bestleistung von 2,21 m.